# Лозано, Ли
Ли Лозано (англ. Lee Lozano; урождённая Ленор Кнастер, Lenore Knaster; 5 ноября 1930 года ― 2 октября 1999 года) ― американская художница-концептуалист.

## Биография

### Ранние годы
Ленор Кнастер родилась в Ньюарке, штат Нью-Джерси. Она начала использовать имя «Ли» в возрасте четырнадцати лет, хотя и часто предпочитала ему более простое и более загадочное «И». С 1948 по 1951 год она училась в Чикагском университете, где изучала философию и естественные науки и получила степень бакалавра. В 1956 году она вышла замуж за Адриана Лозано, архитектора из Мексики. Пара развелась четыре года спустя. Во время замужества она получила степень бакалавра изящных наук в Художественном институте Чикаго.
После года путешествий по Европе, Лозано переехала в Нью-Йорк, чтобы продолжить свои занятия живописью. Она провела свою первую выставку в галерее Бьянкини в Нью-Йорке в 1966 году. Многие из её ранних картин и рисунков были выполнены в сыром экспрессионистском стиле. Эти изображения иногда сопровождались провокационными текстами и сексуальными намеками. Искусство Лозано этого периода часто сравнивают с ранними работами Класа Ольденбурга и поздними работами Филиппа Густона. В конце 1960-х она начала экспериментировать с более минималистской эстетикой, создавая монохроматические «волновые» картины, основанные на физике света.

### Увлечение концептуализмом
Как и многие её современники, в том числе Адриан Пайпер и Вито Аккончи, Лозано начала заниматься концептуальными художественными проектами начиная с середины 1960-х годов, дистанцировавшись от нью-йоркской богемы.
В августе 1971 года она начала один довольно печально известный арт-проект под названием «Решение бойкотировать женщин». В качестве эксперимента Лозано решила на месяц прекратить какое-либо общение с женщинами, чтобы привлечь внимание общественности к проблеме положения представительниц женского пола в современном обществе. Эксперимент, однако, затянулся на целых двадцать пять лет и продолжился до конца её жизни. Лозано оборвала все связи со своими подругами, коллегами-художницами и всеми другими женщинами, которые были давними поклонниками её творчества, среди которых в том числе была и феминистского куратор искусства и искусствовед Люси Липпард. Искусствовед и критик Хелен Молесворт отмечала, что этот концептуальный проект сигнализировал одновременное неприятие Лозано капитализма и патриархата.

### Последние годы жизни
После выселения из своей мастерской на Гранд-Грин-стрит в Сохо, Лозано поселилась в центре города на Сент-Николас-авеню. В 1982 году переехала в дом своих родителей в Далласе, штат Техас. Там она занялась такими арт-проектами, как «Выпадение», «Исследование мастурбации» и « Диалог». Впала в относительную безвестность до конца 1990-х годов, когда ей поставили диагноз неоперабельный рак шейки матки. Её убедили дать разрешение на проведение нескольких выставок её работ: три в галереях Сохо и одну ― в Атенеуме Уодсворта. Ли Лозано умерла в 1999 году в возрасте 68 лет.
В интервью 2001 года Люси Липпард отмечала, что «Ли была необычайно энергичным, одним из первых, если не первым человеком (вместе с Яном Уилсоном), который сделал саму свою жизнь искусством. То, что другие люди делали как искусство, она действительно делала как жизнь ― и нам потребовалось некоторое время, чтобы понять это».